# Hardeweer
Hardeweer is een gehucht en wierde in de gemeente Westerkwartier in de provincie Groningen. Het ligt aan de Zuiderweg tussen Ezinge en Den Ham. Iets zuidelijker ligt de wierde Fransum, iets westelijker de wierde Suttum, iets oostelijker de wierde Beswerd (niet over weg bereikbaar vanaf Hardeweer) en iets noordelijker ligt de Aduarderheerd.
Ten noordoosten van het hoogste punt van de wierde staan twee boerderijen. Waarschijnlijk verwijst de naam naar een eigennaam: de wierde van Harde. De oudste vorm harderweer die voorkomt in een oorkonde uit 1466 kan echter ook wijzen op het bijvoeglijke 'harde' met als betekenis 'harde grond'.

## Wierde
De wierde heeft een hoogte van ongeveer 2,8 meter boven NAP en is aan noordzijde deels verlaagd en aan zuidzijde deels afgegraven. Bij boringen in 1971 in de wierde werden tot een diepte van meer dan 2,2 meter sporen van bewoning gevonden, waaronder inheems Romeins aardewerk en middeleeuwse scherven. Aan westzijde van de wierde werden bij de opgravingen tussen 1,25 en 1,6 meter diepte een cultuurlaag gevonden, die waarschijnlijk een later overslibt gedeelte van een oorspronkelijke vlaknederzetting is. Aan zuidzijde werden bij de boringen tot op 1,3 meter diepte sporen van bewoning gevonden, waaronder inheems Romeins aardewerk.

## Steenhuis te Hardeweer
In de kerk van Ezinge liggen de grafstenen van 'Luwe to Hardeweer' (gestorven in 1539) en 'Allo tot Hardeweer' (gestorven in 1552). In 15e- en 16e-eeuwse bronnen komen verder personen voor met de toevoeging 'to Hardeweer', waaronder ene Dathe, de vader van Rempt Dathens en vermoedelijk ook van de jongere Cornelis Dathens. Deze Cornelis was grietman, zo blijkt uit een gevelsteen die is ingemetseld in de huidige oostelijke boerderij van Hardeweer en die de tekst "Cornelis*Daetens*Gretman*Tho*Eesinghe*Ferwert*Ende*Hardeweer* ANNO 1578" bevat en waarschijnlijk bij een latere verbouwing werd verplaatst, want ertussenin bevindt zich een steen met het opschrift "F I V KLOEC K 1745". Al deze gegevens wijzen erop dat er een steenhuis moet hebben gestaan bij Hardeweer. Mogelijk verwijst een verkoopakte uit 1606 naar deze behuizing, waarbij toen een singel, grachten, kerkstoelen (collatierecht) en 'gerechtigheden' waren. Het steenhuis was de eigendom van Marrijken Heddema. In dezelfde tijd wordt ook de verkoop van de boerderij Suttuma (Suttum) beschreven, die eerder behoorde aan Cornelis Datens. Mogelijk had hij twee boerderijen, maar gegevens hierover ontbreken. Vermoed wordt dat het huis Suttema stond op de plek van de huidige noordoostelijke boerderij van Suttum aan de Oldijk 10. Het steenhuis zelf bevond zich mogelijk tussen de beide boerderijen van Hardeweer. Hier zijn sporen aangetroffen van een eerdere boerderij.

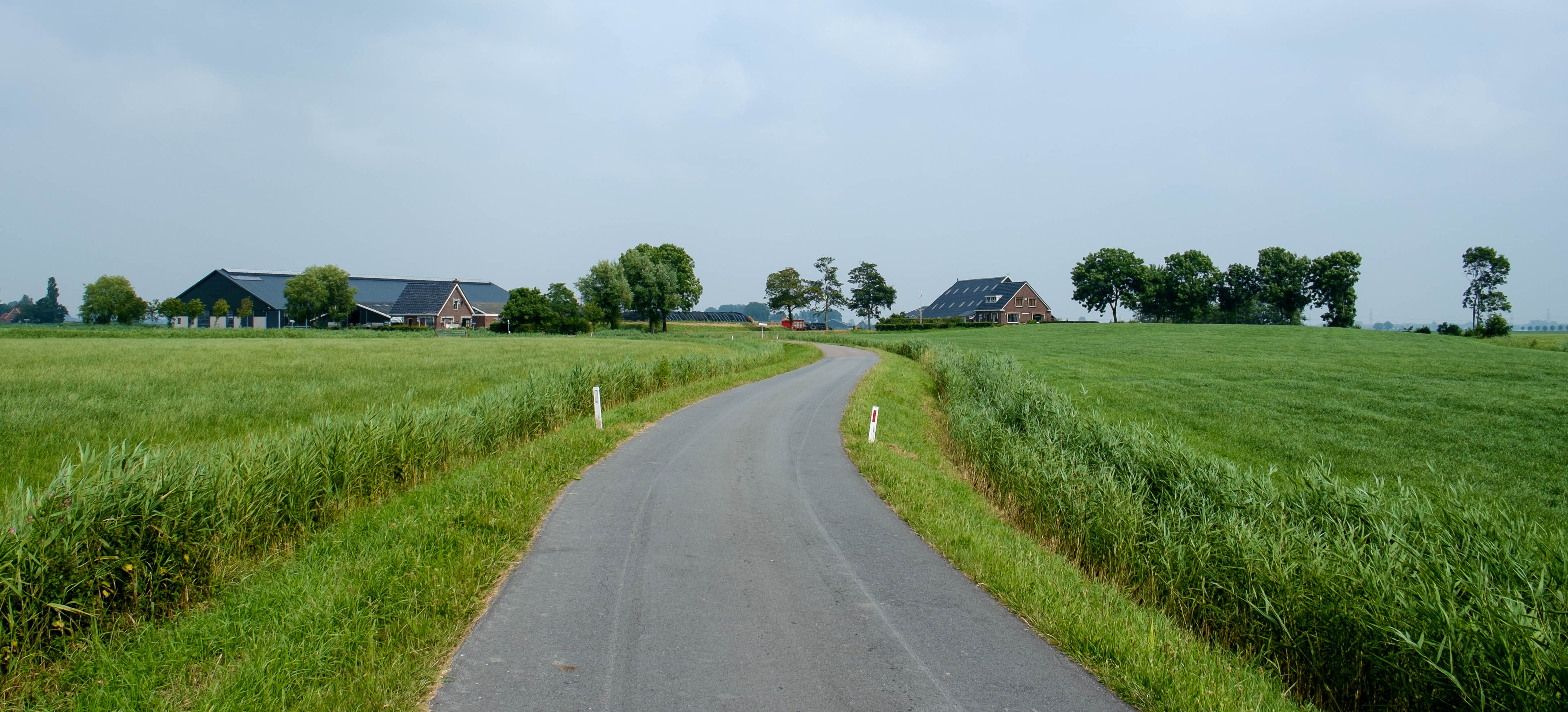
Wierde met beide boerderijen
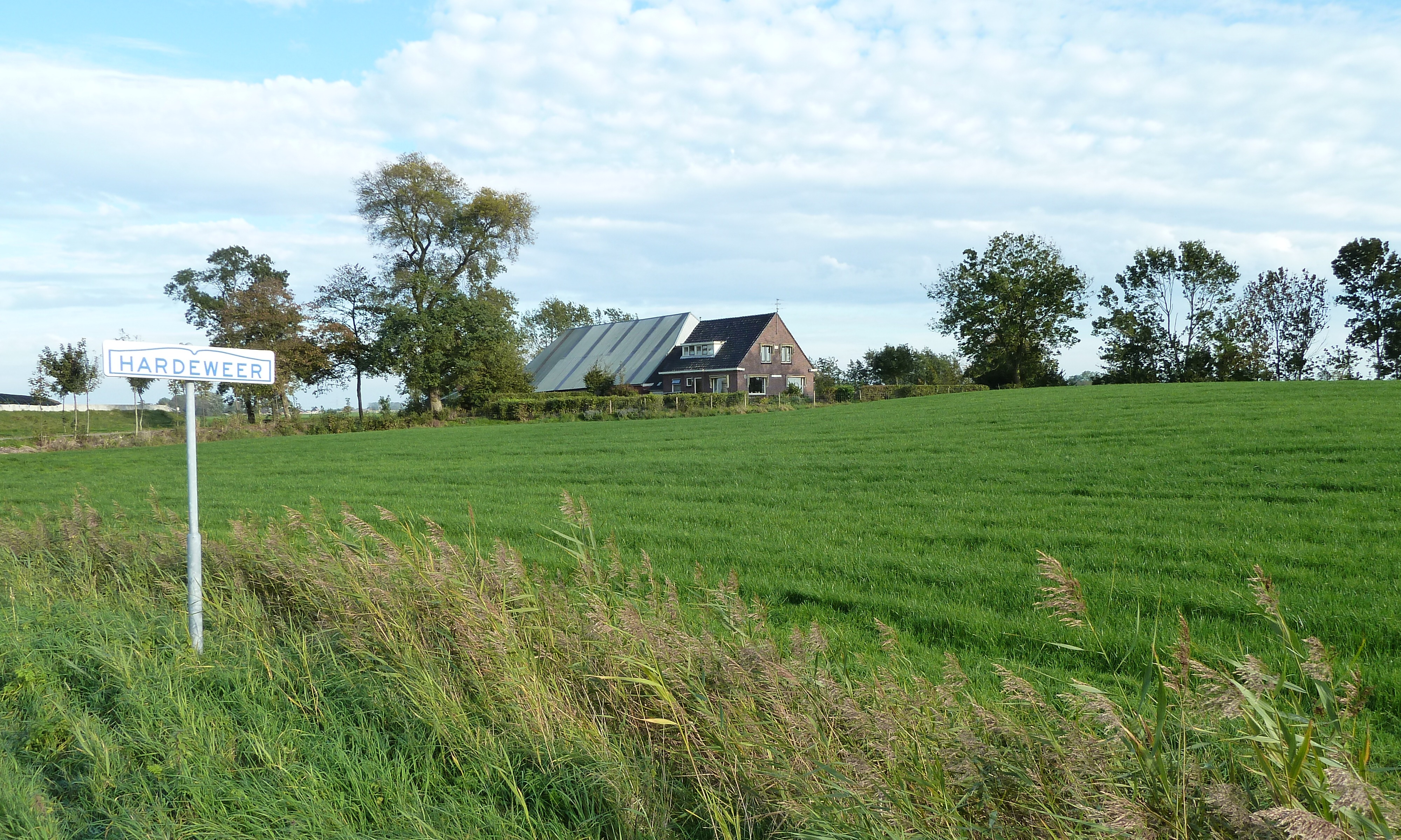
Oostelijke boerderij met rechts het hoogste punt van de wierde
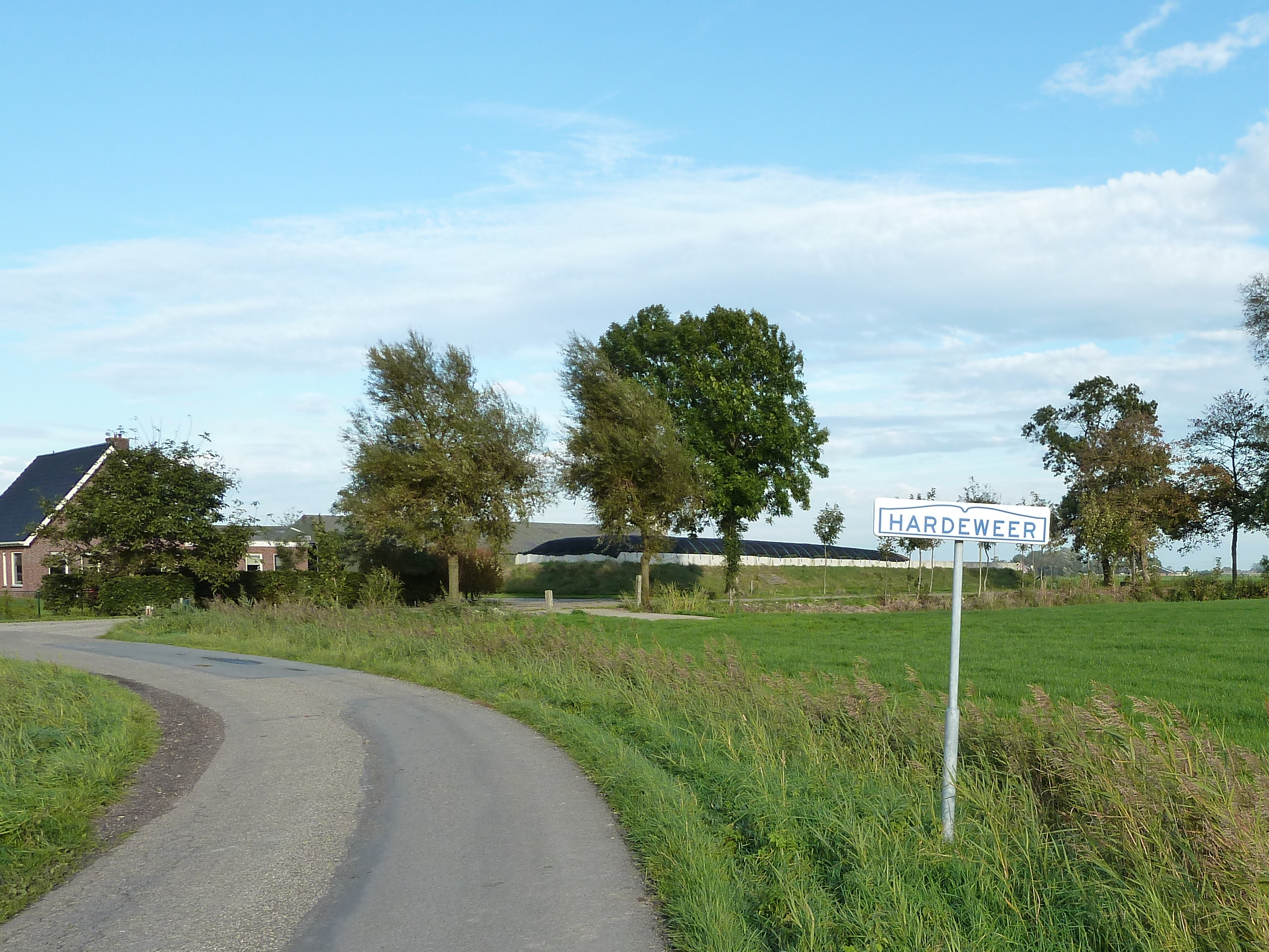
Voorhuis van de westelijke boerderij
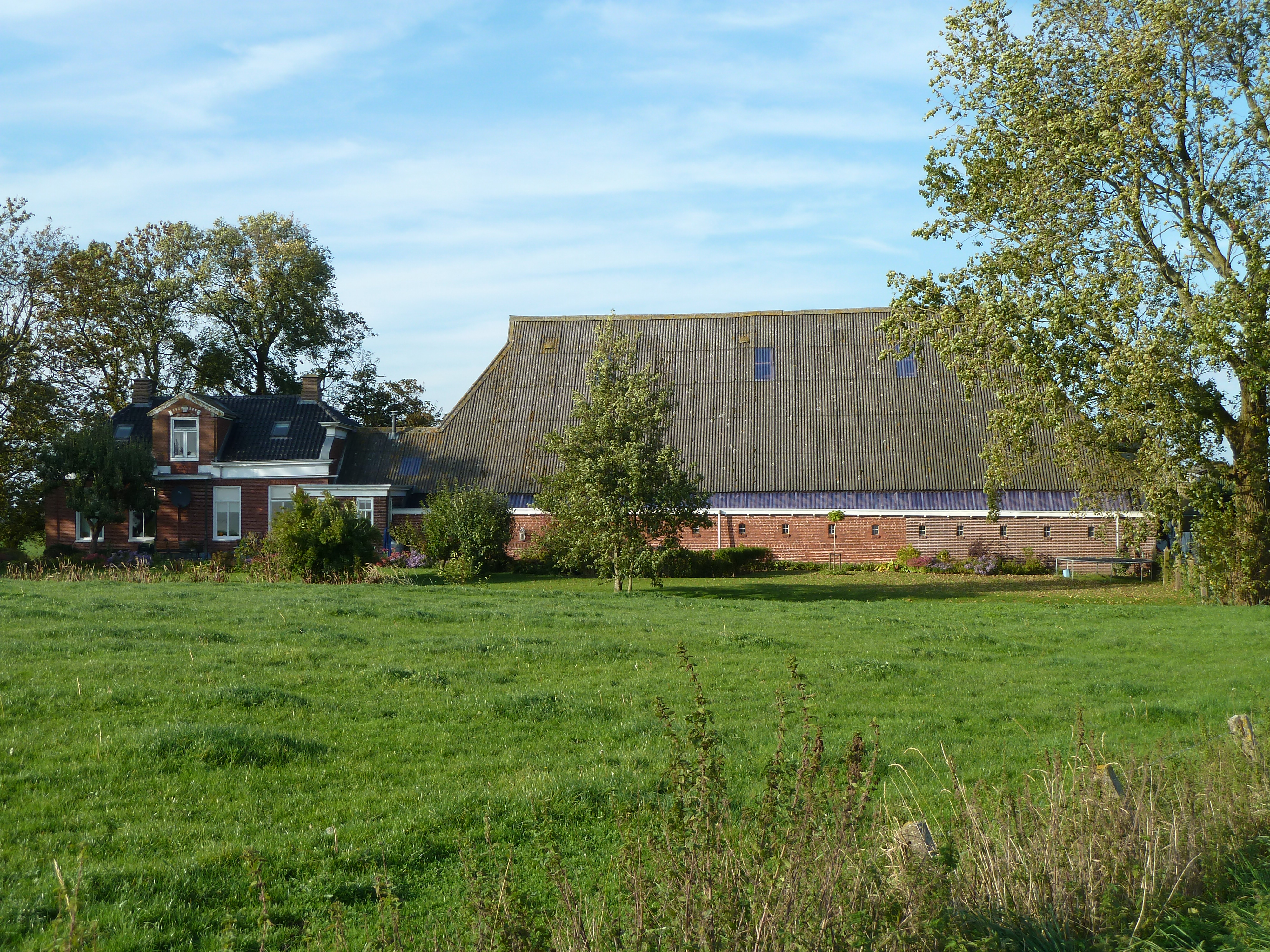
De Aduarderheerd ten noorden van Hardeweer